# Charles Vincens
Charles Jules Vincens, né le 15 octobre 1833 à Marseille et mort le 6 février 1916, est un assureur maritime, critique musical et économiste français.

## Biographie
D'une ancienne et notable famille marseillaise d'assureurs maritimes et d'amateurs de musique, liée à la famille Rostand, Charles Vincens est le fils d'Antoine Vincens, directeur d'assurances maritimes dont Alexis Rostand sera l'exécuteur testamentaire, et de Magdelaine Camoin, ainsi que le petit-fils d'Auguste Vincens (1779-1836). Marié à Mlle Martin, secrétaire générale du Comité des dames de Marseille de la Société de secours aux blessés militaires, il est le beau-père de Jules de Blegiers de Pierregrosse et du colonel François de Fossa.
Devenu directeur d'assurances maritimes (Charles Vincens et fils), il est président du Comité des assureurs maritimes de Marseille et membre de la Chambre syndicale de la Société pour la défense du commerce et de l'industrie. Il préside la section des assurances pour la France au Congrès international de droit maritime, se tenant à Gênes en 1892. Il est le représentant des Compagnies d'assurances maritimes françaises représentées à Marseille pour les cas d'avaries et sinistres et l'agent à Marseille de la Banque de Gênes et de la Cassa maritima de Naples.
Siégeant au Conseil des directeurs de la Caisse d'épargne et de prévoyance des Bouches-du-Rhône (conseil dont il est le secrétaire) et au conseil d'administration de la Banque populaire de Marseille, il contribue au développement du crédit coopératif et est à l'initiative du premier Congrès des Banques populaires françaises en 1889 ; l'année suivante, il est délégué de la Banque populaire de Marseille au deuxième Congrès, qui se tient à Menton, et de la Caisse d'épargne des Bouches-du-Rhône au Congrès des Caisses d'épargne, qui se tient à Paris.
Président de la Société de secours mutuels des artistes musiciens, il collabore comme critique d'art à la Gazette du Midi et au Journal musical, sous le pseudonyme anagrammatique de Karl Cisvenn.
Vincens est admis à l'Académie de Marseille en 1883, élu dans la classe des Arts au siège du compositeur Auguste Morel (dont il fut le secrétaire). Il en est devient chancelier, directeur en 1891, secrétaire adjoint (1893-1900) et trésorier (1900-1916). Il est transféré dans la classe des lettres le 23 avril 1896.
Il est par ailleurs membre correspondant de la Société des études historiques et de la Société philotechnique de Paris (toutes deux présidées par son cousin germain Charles-Émile Camoin de Vence), vice-président de l'association polytechnique, membre de la Société de géographie de Marseille et de l'Académie des sciences, agriculture, arts et belles-lettres d'Aix, membre de la commission administrative de l'Alliance française.
Catholique et conservateur, il est le trésorier de la Ligue marseillaise pour la défense de la moralité publique, vice-président de l'Œuvre hospitalière de nuit et de l'Œuvre hospitalière humanitaire et administrateur de la Société de bienfaisance et de charité de Marseille. Il est membre du comité d'organisation du Congrès catholique de Marseille (1897).

## Publications

### Discours
- Discours de réception, prononcé en séance publique. Auguste Morel, sa vie, ses œuvres, 1884
- Éloge de M. le docteur L. Rampal, 1890
- Éloge de M. [Joseph-Marius] Letz, membre de la classe des beaux-arts, 1890
- Éloge de M. le Dr L. Rampal, membre de la classe des sciences, 1890
- Discours prononcé à l'inauguration du monument érigé à Lamartine, 1891
- Éloge de M. Casimir Penon, membre de la classe des sciences, 1892
- Discours prononcé à l'Association générale des étudiants de Provence, le 13/02/1892. Barlatier et Barthelet, Marseille, 1892
- Éloge de M. Olivier de Carné, membre de la classe des lettres, prononcé, le 18/02/1892. Barlatier et Barthelet, Marseille, 1892
- Discours prononcé à l'inauguration de la statue de l'abbé Dassy, ancien secrétaire perpétuel, 1893
- Robert Schumann, conférence à l'occasion de son centenaire. Impr. provençale. Marseille, 1910.

### Rapports, notices, conférences
- Rapport sur l'insuffisance des moyens d'extinction des incendies dans le port de Marseille, 1888
- Notice sur M. Alexandre Clapier, ancien député, membre de la classe des sciences, 1891
- Un Manuscrit d'Annibal Gantez, maître de chapelle au XVIIe siècle, 1892
- Notice sur M. Eugène Lagier, membre de la classe des beaux-arts, 1893
- Rapport sur l'affiliation de l'Académie de Marseille à l'Académie française en 1726 et sur la situation actuelle de cette prérogative, 1894
- Rapport présenté par M. Ch. Vincens sur la candidature de M. [Charles] Champoiseau, ministre plénipotentiaire en retraite, 1895
- Robert Schumann. Conférence à l'occasion de son centenaire, 1910

### Essais et Ouvrages scientifiques
- Un quiétiste marseillais, précurseur de Molinos et de Fénelon, à propos de l'inventaire des biens de Jehan Malaval, Marseille, 1666. 1892
- De l'Iconographie de sainte Anne et de la Vierge Marie, à propos d'une statue du XVe siècle, 1892
- Les sciences, les lettres et les arts à Marseille en 1789. Flammarion et Aubertin, Marseille, 1897
- Ordre de succession aux 40 fauteuils de l'Académie, depuis sa fondation en 1726 jusqu'à 1897, Marseille, Académie des sciences, belles-lettres et arts, 1898, 257 p.
- Quelques observations sur les ruptures des arbres porte-hélice et sur le moyen de les éviter, 1900
- Journal manuscrit d'un voyage de Dijon en Provence par M. Fleutelot en l'année 1719, 1905
- Wagner et le wagnérisme au point de vue français, 1902